# Mr. Wong in Chinatown
Mr. Wong in Chinatown é um filme estadunidense de 1939 dos gêneros crime e mistério, dirigido por William Nigh. É mais uma aventura do detetive chinês de São Francisco, Mr. Wong.

## Elenco principal
- Boris Karloff - Mr. James Lee Wong
- Marjorie Reynolds - Roberta 'Bobbie' Logan (repórter)
- Grant Withers - Capitão da Policia Bill Street
- Huntley Gordon - Sr. Davidson (presidente do banco)
- George Lynn - Capitão Guy Jackson (presidente da Companhia de Aviação) (como Peter George Lynn)
- William Royle - Capitão Jaime (capitão do navio Maid of the Orient)
- James Flavin - Sargento da Polícia Jerry
- Lotus Long - Princesa Lin Hwa (vítima de assassinato)
- Lee Tung Foo - Willie (criado de Wong) (como Lee Tong Foo)
- Bessie Loo - Lilly May (serva da Princesa Lin Hwa)
- Richard Loo - Chefe Tong
- Ernie Stanton - Burton (empregado de Davidson)

## Sinopse
A princesa chinesa Lin Hwa veio à América e é morta quando buscava ajuda do famoso detetive Mr. Wong. Investigando o crime, Mr. Wong descobre com o auxílio da esperta repórter Bobbie e do capitão de polícia Bill Street, que a princesa negociava a compra de aviões para o irmão, um importante líder militar em seu país. Antes de morrer, a princesa deixara anotado em um papel as palavras "Capitão J…", o que leva os policiais e o detetive Wong até o Capitão Jaime, do navio que trouxera a princesa (o Maid of the Orient).